# Fotskäl
Fotskäl is een plaats in de gemeente Mark in het landschap Västergötland en de provincie Västra Götalands län in Zweden. De plaats heeft 170 inwoners (2005) en een oppervlakte van 37 hectare. In het dorp zijn een school, bejaardentehuis, ijshal en een tankstation te vinden. Het dorp ligt op circa 50 kilometer afstand van de steden Varberg, Borås en Göteborg.